# BEMANI Backstage
BEMANI Backstageは、コナミデジタルエンタテインメントがポッドキャスト形式で配信するインターネットラジオ番組。2012年3月1日配信開始、2013年9月9日放送休止。

## 概要
かつて『GuitarFreaks XG & DrumMania XG』サイト内で配信されていた『Musician's Room XG』をギタドラシリーズだけでなくBEMANIシリーズ全般を扱う番組としてリニューアル。
オープニングテーマはTAGの『アルストロメリア』（『jubeat copious』に収録）が長らく使われていたが、第34回より『SOUND VOLTEX FLOOR』で公募されたismKの『V.I.P.』に変更された。
配信は毎週木曜日の18時。通常放送は15分程度だが、10回毎に30分程度になる。
ジャパン アミューズメント エキスポ等、BEMANIシリーズが出展するイベントが有る場合は会場収録の特別配信やUstreamによる特別放送を行うことがある。
第22回以降は『BEMANI Fan Site』にサイトスタッフ・とちおとめによるコラム『BackstageのBackstage』が連載されている。
2013年9月9日配信の第70回放送をもって休止。後継番組として、9月12日から毎週木曜日にUstreamによる動画生放送番組「BEMANI生放送(仮)」を配信している。

## パーソナリティ
- レギュラー

Yuei - 司会・進行を担当。
あさき - サポート。Yueiの声が出なくなった回に司会を代行したことがある。
- 準レギュラー（『週替りサポートメンバー』と呼ばれる）

96 - 前身の『Musician's Room XG』ではレギュラーだった。
PON - 主に『pop'n music』の告知を担当。
L.E.D. - 主に『beatmania IIDX』の告知を担当。
このメンバーは週替りで登場する（順番はランダム）。

## ゲスト
公式サイトでは準レギュラーもゲスト扱いで表記されているが、ここでは省く。
- 第1回（2012年3月1日）:dj TAKA、まっする（jubeatスタッフ）[3]
- 第2回（2012年3月8日）:wac、TOMOSUKE
- 第3回（2012年3月15日）:Sana
- 第4回（2012年3月22日）:TAG
- 第5回（2012年3月29日）:TAG、まっする、ショッチョー
- 第8回（2012年4月19日）:猫叉Master
- 第9回（2012年4月26日）:DJ Yoshitaka、dj TAKA、cody
- 第10回（2012年5月10日）:TAG、Sota Fujimori
- 第11回（2012年5月17日）:wac
- 第12回（2012年5月24日）:Cody、wac
- 第14回（2012年6月7日）:TAG
- 第15回（2012年6月14日）:Cody
- 第16回（2012年6月21日）:wac、TOMOSUKE
- 第18回（2012年7月5日）:TAG、U1-ASAMi
- 第19回（2012年7月12日）:TAG
- 第20回（2012年7月19日）:TAG、Sota Fujimori、BEMANI Fan Siteチーム
- 第21回（2012年7月26日）:ショッチョー、肥塚王子、まっする
- 第22回（2012年8月2日）:TAG
- 第23回（2012年8月9日）:Cody、DJ Yoshitaka
- 第24回（2012年8月16日）:まっする、田中さん（BEMANIシリーズ宣伝担当）、いっつみー（コナミスタイル宣伝担当）
- 第25回（2012年8月23日）:Cody、wac
- 第27回（2012年9月13日）:猫叉Master、Sota Fujimori
- 第28回（2012年9月20日）:TAG
- 第29回（2012年9月27日）:WASYA（『beatmaniaIIDX 20 tricoro』サブディレクター）
- 第30回（2012年10月4日）:劇団レコード、ショッチョー、いっつみー
- 第31回（2012年10月18日）:Sota Fujimori、TOMOSUKE
- 第32回（2012年10月25日）:小野秀幸
- 第33回（2012年11月1日）:Qrispy Joybox
- 第34回（2012年11月8日）:Cody
- 第36回（2012年11月22日）:Sota Fujimori、dj TAKA、いっつみー
- 第37回（2012年11月29日）:猫叉Master
- 第38回（2012年12月6日[4]）:TOMOSUKE、wac
- 第39回（2012年12月14日）:Qrispy Joybox、TAG
- 第40回（2012年12月20日）:wac、Sota Fujimori、TAG
- 第42回（2013年1月17日）:TAG、Qrispy Joybox
- 第43回（2013年1月24日）:TAG
- 第44回（2013年1月31日）:とちおとめ
- 第47回（2013年2月21日）:TAG